# Santana Live at the Fillmore
Santana Live at the Fillmore é um álbum duplo ao vivo gravado em dezembro de 1968 mas lançado apenas em 11 de março de 1997 pela banda americana Santana.
O álbum possui algumas faixas inéditas que jamais foram gravadas em estúdio: "Chunk A Funk", "Conquistadore Rides Again", "As the Years Go By" e "Freeway".
| Críticas profissionais                                                      | Críticas profissionais |
| Avaliações da crítica                                                       | Avaliações da crítica  |
| Fonte                                                                       | Avaliação              |
| --------------------------------------------------------------------------- | ---------------------- |
| Allmusic                                                                    | [ 1 ]                  |
| Esta tabela precisa de ser acompanhada por texto em prosa. Consulte o guia. |                        |

## Faixas

### CD 1
1. "Jingo" - (Olatunji) - 9:38
2. "Persuasion" - (Rolie) - 7:05
3. "Treat" - (Santana, Rolie, Brown) - 9:37
4. "Chunk A Funk" - (Santana, Rolie) - 5:58
5. "Fried Neckbones" - (Bobo, Lastie, Correa) - 10:09
6. "Conquistadore Rides Again" - (Hamilton) - 8:40

### CD 2
1. "Soul Sacrifice" - (Santana, Rolie, Malone, Brown) - 14:29
2. "As the Years Go By" - (Malone) - 7:49
3. "Freeway" - (Santana, Rolie) - 30:15

## Músicos
- Carlos Santana - guitarras, vocais
- Gregg Rolie - órgão, piano, vocais
- David Brown - baixo
- Bob Livingston - bateria
- Marcus Malone - congas